# Baggensstäket
59°18′02″N 18°16′37″Ø / 59.30056°N 18.27694°Ø
Baggensstäket, også Baggarstäket eller Södra stäket, er et sund i Stockholms skærgård, mellem Värmdö og fastlandet Södermanland. Sundet udgør forbindelsen mellem Baggensfjärden og Lännerstaviken. Den fortsætter nordover gennem Skurusundet til Stockholm. Sundet er smalt og grundt og kan kun passeres af fartøjer med maksimalt 3 meter dypgang. Den smalleste passage, Knapens hål, har en bredde på knap 20 meter. Den sydlige side af sundet indgår i Skogsö naturreservat. Under den store nordiske krig var der et slag, Slaget ved Stäket, mellem angribende russiske og svenske styrker. Slaget endte med at russerne trak sig tilbage.